# Aska och Göstrings häraders domsaga
Aska och Göstrings häraders domsaga var en domsaga i Östergötlands län, bildad 1708. I perioden 1747 och 1763 var den ersatt av Göstrings, Lysings, Dals och Aska härader domsaga. Domsagan uppgick 31 december 1849 i Aska, Dals och Bobergs domsaga och Lysings och Göstrings domsaga.
Domsagan omfattade Aska härad och Göstrings härad och lydde under Göta hovrätt.

## Tingslag
- Aska tingslag
- Göstrings tingslag

## Häradshövdingar
- 1708-1747 Carl von Rudbeck
- 1747-1763 se Göstrings, Lysings, Dals och Aska härader domsaga
- 1763–1776 Israel Trolle
- 1776–1793 Jakob Munthe
- 1793–1824 Nils Bethén
- 1824–1849 Carl Gustaf Bolin